# Geger (Kedungadem)
Geger is een bestuurslaag in het regentschap Bojonegoro van de provincie Oost-Java, Indonesië. Geger telt 2079 inwoners (volkstelling 2010).